# Dichoneura simoni
Dichoneura simoni är en insektsart som först beskrevs av Lethierry 1890.  Dichoneura simoni ingår i släktet Dichoneura och familjen sporrstritar. Inga underarter finns listade i Catalogue of Life.